# Patricia Kennealy
Pour les articles homonymes, voir Kennealy.
Patricia Kennealy, née Patricia Kennely le 4 mars 1946 à New York et morte le 21 juillet 2021 dans la même ville, est une journaliste américaine.

## Biographie
Elle étudie le journalisme à l'Université Saint Bonaventure pendant deux ans. En 1967, elle étudie à Université de Binghamton où elle obtient un baccalauréat ès arts en littérature anglaise, puis étudie également à l'Université d'Oxford. Elle déménage à New York, où elle travaille comme lexicographe pour Macmillan Publishing, comme assistante de rédaction de 1968 à 1971, et comme rédacteur en chef de Jazz magazine. Elle est la première critique de rock féminin.
Elle travaille pour le magazine Jazz&Pop, dans lequel elle écrit, en 1970, une critique favorable au double recueil The Lords and The New Creatures de son amant, Jim Morrison.  Elle dira avoir épousé Jim Morrison au cours d'une cérémonie de néopaganisme celtique, en juin 1970, et adopté alors le nom de Patricia Kennealy-Morrison.
Le 14 août 1970, au cours du procès du concert de Miami, Patricia est présente aux côtés de Jim Morrison et lui annonce qu'elle est enceinte. Après une discussion tendue, la journaliste accepte d'avorter. Morrison lui promet d'être présent lors de l'opération mais ne tiendra pas sa promesse : en novembre, Patricia Kennealy subira seule l'intervention.
Après la mort de Morrison, elle poursuit son travail de journaliste tout en rédigeant une série de romans intitulée Keltiad. On lui doit également une biographie de Jim Morrison : Strange Days - My Life with and without Jim Morrison.